# Sebastiaan Klok
Sebastiaan Klok is de protagonist van de in 1957 gepubliceerde novelle 'Een veelbelovende jongeman' van de Nederlandse schrijver Willem Frederik Hermans. Sebastiaan is een beginnende dichter die een betrekking in Canada aanvaardt om zo te ontsnappen aan het bekrompen culturele klimaat in Nederland. Deels liftend, deels per bus en deels in een impulsief gekochte auto maakt hij een tocht naar de Niagarawatervallen. Ook laat hij zich door de psychoanalyticus Dr. Herman F. Williams onderzoeken.
De avonturen die de veelbelovende dichter in Canada beleeft, komen grotendeels overeen met die van zijn schepper, die in de tweede helft van 1948 werkzaam was in het land. Als schepper van literatuur wijkt het personage Sebastiaan scherp van Hermans af: zo is hij duidelijk een epigoon van de door hem bewonderde dichter E. Beyaerd Blom.

## Biografie
Sebastiaan Klok is in Amsterdam geboren en was op de MULO een veelbelovende leerling, hoewel hij doorgaans middelmatige rapporten kreeg. Op zijn zestiende jaar, vlak voor het einde van de oorlog, schreef hij zijn eerste sonnet. Zijn favoriete dichter is E. Beyaerd Blom. In de onderduik maakt hij kennis met een lotgenoot die eveneens literaire interesse heeft, Bralle Piekerma. Samen richten zij het tijdschrift Stellage op. Sebastiaan schrijft nog zeven sonnetten en deze acht worden uitgegeven als dichtbundel met de titel Op Doorvlucht. Daarna lijkt zijn dichtader opgedroogd, wat hij wijdt aan het provinciale Nederland.
Sebastiaan besluit de wereld en te trekken en wordt via een relatie van zijn vader houtcontroleur in de provincie Nova Scotia te Canada, alwaar hij in de zomer van 1948 twintig wordt. Het werk noch het gebied waar hij vertoeft kunnen hem boeien en op een dag neemt hij driehonderd dollar uit de kas en lift door Quebec naar de provincie Ontario, om Toronto en de Niagarawatervallen te zien. Hoewel niet in het bezit van een rijbewijs, koopt hij onderweg voor 375 dollar een auto waarmee hij vrijwel meteen een aanrijding veroorzaakt. Hij verkoopt de auto, reist verder en ziet de watervallen.
In zijn hotel krijgt hij een brief van Bralle en een telegram van zijn firma dat zijn terugkeer dringend gewenst is. Alvorens de terugtocht te aanvaarden, bezoekt hij in het YMCA psychiater Dr. Herman F. Williams om erachter te komen wat hem in het leven te doen staat. Deze dokter adviseert hem om een 'krachtcentrale' te worden die energie in nuttige banen kan leiden.

## Visies op Sebastiaan

### Een instabiel karakter
Hermans' biograaf Willem Otterspeer ziet in Sebastiaan geen persoonlijkheid uit één stuk, maar een instabiel, gespleten karakter. Deze aard vindt volgens Otterspeer op twee manieren haar literaire uitdrukking. Ten eerste: in het licht van het advies van de psychiater dokter Williams om een 'krachtcentrale' te worden, is het veelzeggend dat de elektriciteitsvoorziening in Canada instabiel is: het licht van lantaarns en dergelijke flikkert voortdurend. Ten tweede heeft Sebastiaan voortdurend de indruk in Canada 'in een vervalste wereld rond te lopen'. De banken zien eruit als Griekse tempels, de stadhuizen zijn gebouwd als gotische kathedralen, maar Sebastiaan komt erachter dat het om negentiende-eeuwse architectuur gaat, dat ogenschijnlijk historische stadsmuren in werkelijkheid later zijn verplaatst en dat herdenkingsmonumenten voor een veldslag niet staat waar deze plaatsvond.
Sebastiaan verandert herhaaldelijk van voornemen, volgens Otterspeer het soort stemmingswisselingen waarmee ook de auteur behept was: zijn enthousiasme slaat om in vertwijfeling, zijn naïviteit verkeert in gekwetstheid, en hij wisselt idealisme plotseling in voor opportunisme.

### Een literair epigoon
Sebastiaan is een epigoon van de door hem bewonderde dichter E. Beyaerd Blom. Blom 'haat deze lage tijd en dit land van kruideniers en kaasboeren. Hij heeft zich hoog teruggetrokken in de Voorwereld van de Droom.' Sebastiaan zelf past ook beter in een andere tijd, vindt hijzelf, namelijk in het Parijs van omstreeks 1900. 'In onze tijd van hordegeest en massafabricage pas ik niet.' Aan Piekerma schrijft hij: 'Ik ga "achter de einder", net als Slauerhoff.' Een laatste factor in de naäperij van Sebastiaan is zijn afkeer van het provinciale en stompzinnige Nederland.

## Verwante personages in het oeuvre
De Belgische literatuurwetenschapper Michel Dupuis ziet in Sebastiaan enige verwantschap met Alfred Issendorf uit de roman Nooit meer slapen uit 1966: beiden zijn jonge mannen die niet goed voorbereid een tocht respectievelijk een wetenschappelijke expeditie aanvaarden, die de aard heeft van een 'Bildungsreise'.

### Primaire bron
- Hermans, Willem Frederik (1957/2006). 'Een veelbelovende jongeman.' Herdrukt in: Willem Frederik Hermans, Volledige werken deel 7. Verhalen en novellen. Moedwil en misverstand. Paranoia. Een landingspoging op Newfoundland en andere verhalen. Amsterdam: De Bezige Bij/Van Oorschot, 2006, 421-504

### Studies
- Dupuis, Michel (1985). Hermans' dynamiek. De romanwereld van W.F. Hermans. 's-Gravenhage: Uitgeverij BZZTôH ISBN 9062911684
- Otterspeer, Willem (2015). De zanger van de wrok. Willem Frederik Hermans. Biografie, deel II (1953-1995). Amsterdam en Antwerpen: De Bezige Bij. ISBN 9789023486480
- Otterspeer, Willem (2010a). Hermans in hout. De Canadese avonturen van Willem Frederik Hermans. Z.pl.: De Bezige Bij/Willem Frederik Hermans Instituut. ISBN 9789023456544
- ---- (2010b). 'Het Canada-dossier' In: De Gids, jaargang 173, 121-130
- Raat, G.F.H. (2005). 'Willem Frederik Hermans: Au pair' In: Ton Anbeek e.a. (red.), Lexicon van Literaire Werken, aflevering 66, mei 2005, 1-11